# Tuchhallen (Ypern)

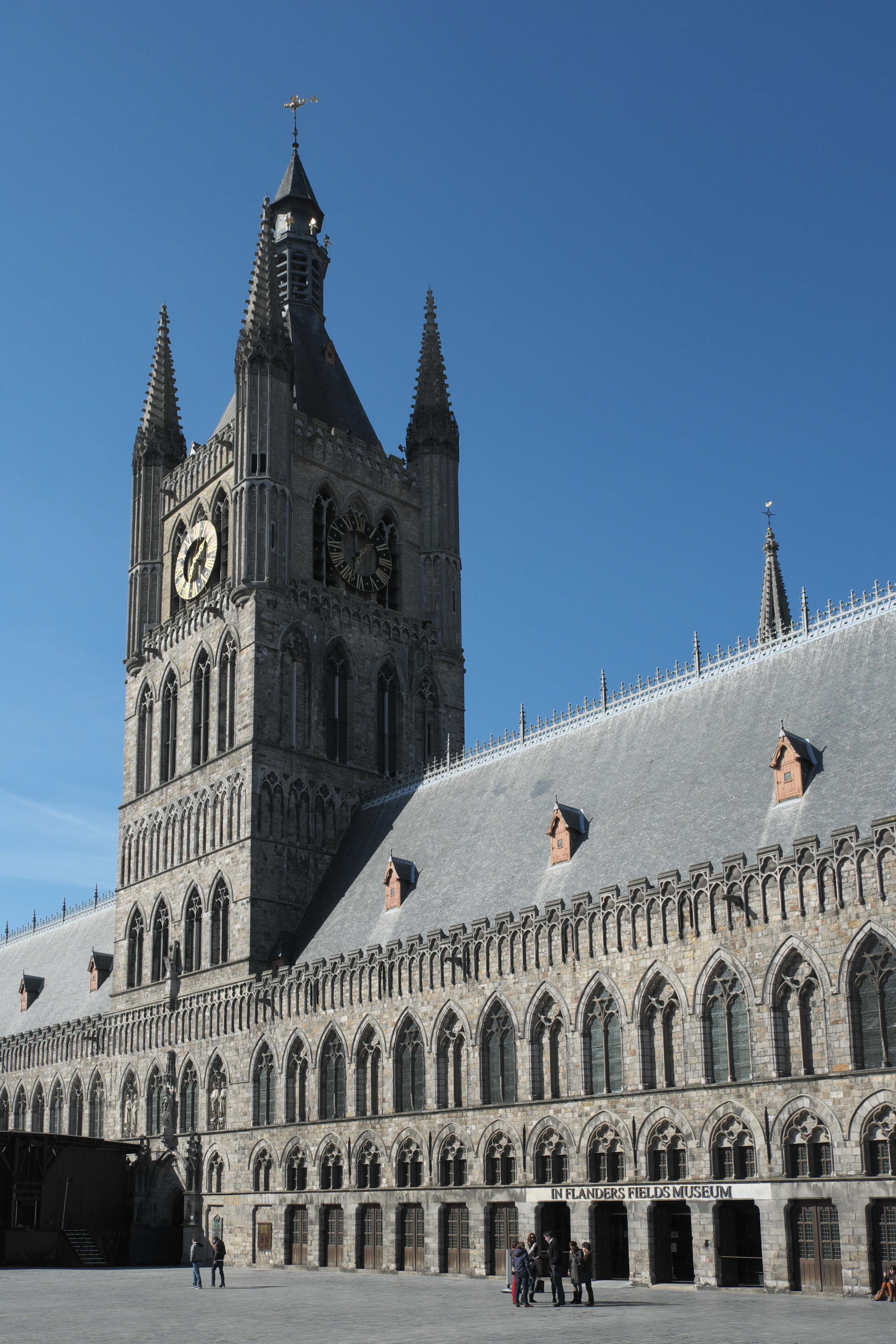
Die Tuchhallen von Ypern mit Belfried

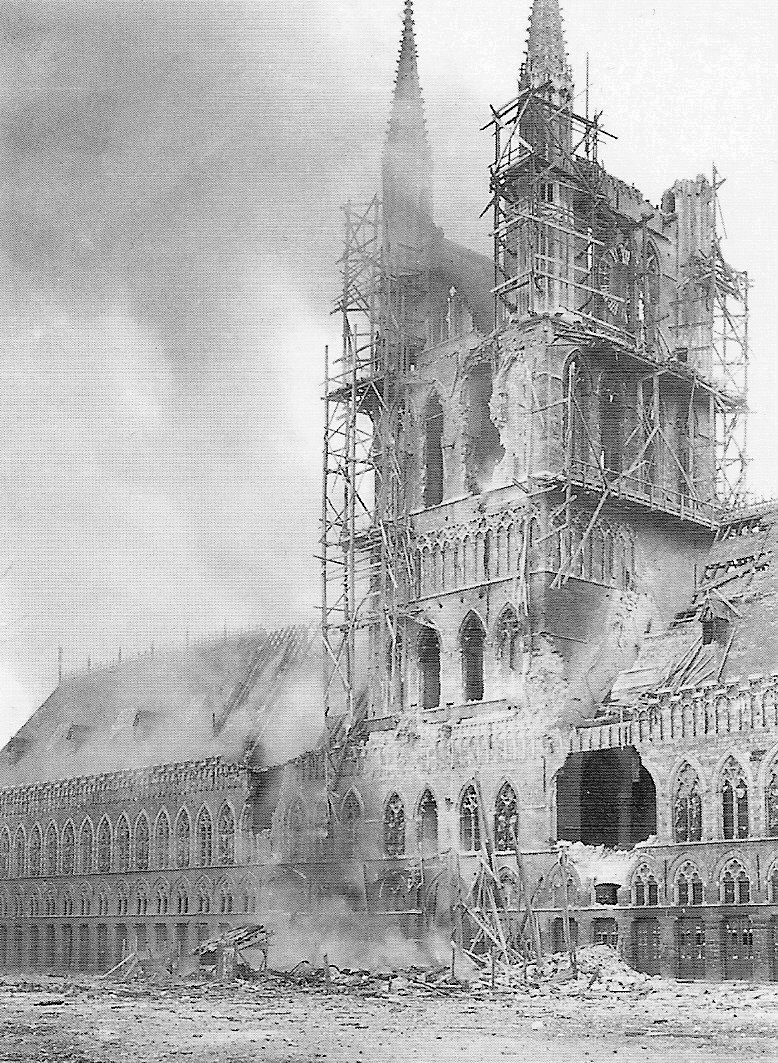
Brand der Tuchhallen 1914

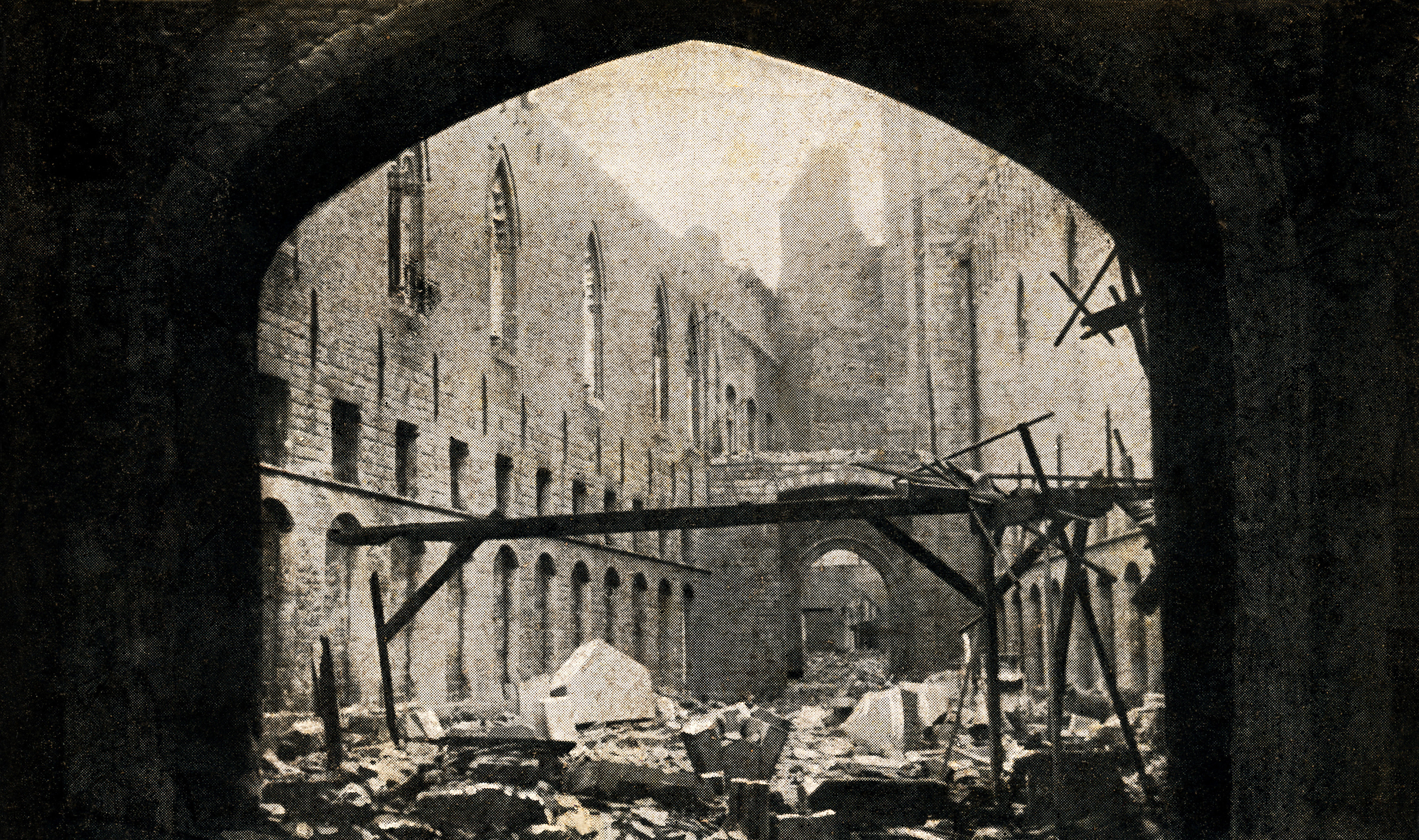
Schäden durch den Bombenanschlag auf die Lakkenhalle im November 1914.

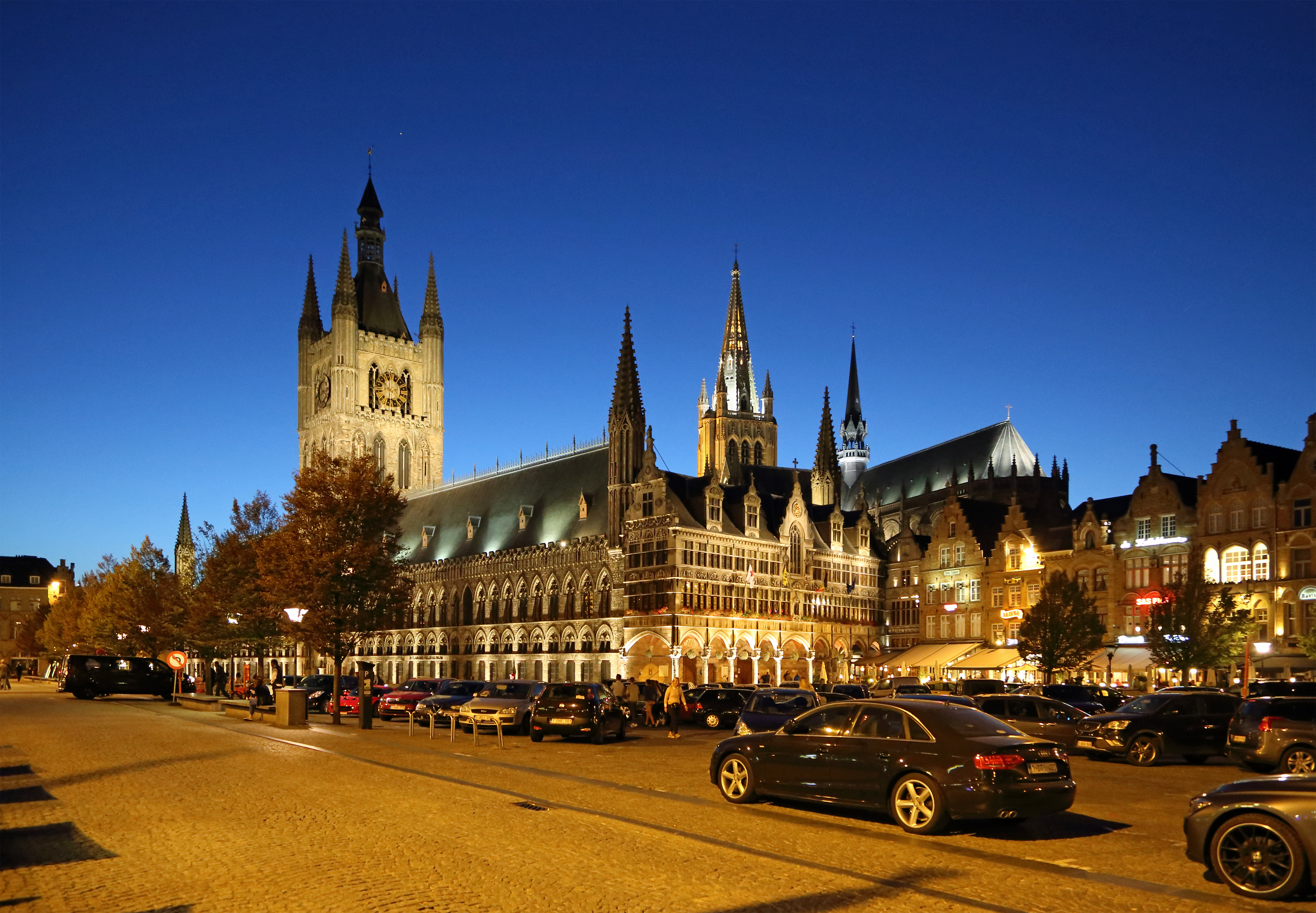
Tuchhallen und Grote Markt bei Nacht

Die Tuchhallen (flämisch Lakenhalle van Ieper) sind ein großer, gotischer Gebäudekomplex, der sich im Zentrum der flämischen Stadt Ypern befindet. Die Anlage stammte ursprünglich aus dem 13. Jahrhundert. Der Grundstein soll um 1200 durch den Grafen von Flandern gelegt worden sein, sein Bau dauerte bis 1304. Die Halle diente als Umschlag- und Lagerplatz für Textilien (Gewandhaus). Teil des Ensembles ist ein 70 Meter hoher Belfried mit einem Glockenspiel, das alle halbe Stunde gespielt wird. 
Am 4. November 1914 ließ der deutsche General Berthold von Deimling ohne militärischen Grund und gegen die ausdrückliche Weisung seines Oberbefehlshabers Kronprinz Rupprecht von Bayern die berühmten mittelalterlichen Tuchhallen in Schutt und Asche legen.
Ypern war stark umkämpft:
- Erste Flandernschlacht (20. Oktober bis 18. November 1914),
- Zweite Flandernschlacht (22. April bis 25. Mai 1915),
- Schlacht von Messines (ab 21. Mai 1917); eine Art Voroffensive für die
- Dritte Flandernschlacht (31. Juli bis 6. November 1917).

Deutsche Truppen versuchten mehrmals, die Stadt einzunehmen; dabei wurden sie (November 1914 und April 1915) zurückgeschlagen. 
Die Tuchhallen wurden seit den 1920er Jahren (?) bis 1967 möglichst originalgetreu rekonstruiert. 
Sie zählen heute zum Weltkulturerbe der UNESCO.
Das Bauwerk besteht großenteils aus Sandstein aus der Gegend von Arras. Obergeschoss und Ecktürmchen des Belfried sind ebenso wie die Ecktürmchen der Halle überwiegend aus dem für Westflandern typischen gelben Backstein errichtet. Im Unterschied zu vielen Gebäuden der Backsteingotik Flanderns wird der Backstein hier vom üppigen Werksteindekor übertönt.
Aus dem zweiten Geschoss des Turms werden nach dem alle drei Jahre am 10. Mai stattfindenden Kattenstoet (Katzenumzug) Katzen, heute Plüschkatzen, in die Besuchermenge geworfen. Nach einer mittelalterlichen Überlieferung hatten sich in den Tuchhallen Mäuse vermehrt, die das dort gelagerte Tuch beschädigten. Dagegen setzte man Katzen ein, die sich aber so stark vermehrten, dass man beschloss, sie regelmäßig nach dem Winter aus dem Turm zu werfen.
In den Tuchhallen befindet sich das interaktive In Flanders Fields Museum, das an die Geschehnisse des Ersten Weltkriegs erinnert und anhand von Fotografien, Filmen und historischen Gegenständen, Modellen und Schaukästen das Leben und Sterben der Soldaten an der Westfront sowie die Zerstörung und den Wiederaufbau der ganzen Region dokumentiert. 
Das Museum ist nach dem Kriegsgedicht In Flanders Fields benannt.